# Венингштет-Брадеруп (Зилт)
Венингштет-Брадеруп (њем. Wenningstedt-Braderup) општина је у њемачкој савезној држави Шлезвиг-Холштајн. Једно је од 132 општинска средишта округа Нордфризланд. Према процјени из 2010. у општини је живјело 1.551 становника. Посједује регионалну шифру (AGS) 1054149, NUTS (DEF07) и LOCODE (DE WEN) код.

## Географски и демографски подаци
Венингштет-Брадеруп се налази у савезној држави Шлезвиг-Холштајн у округу Нордфризланд. Општина се налази на надморској висини од 18 метара. Површина општине износи 6,2 km². У самом мјесту је, према процјени из 2010. године, живјело 1.551 становника. Просјечна густина становништва износи 252 становника/km².